# Движущиеся камни

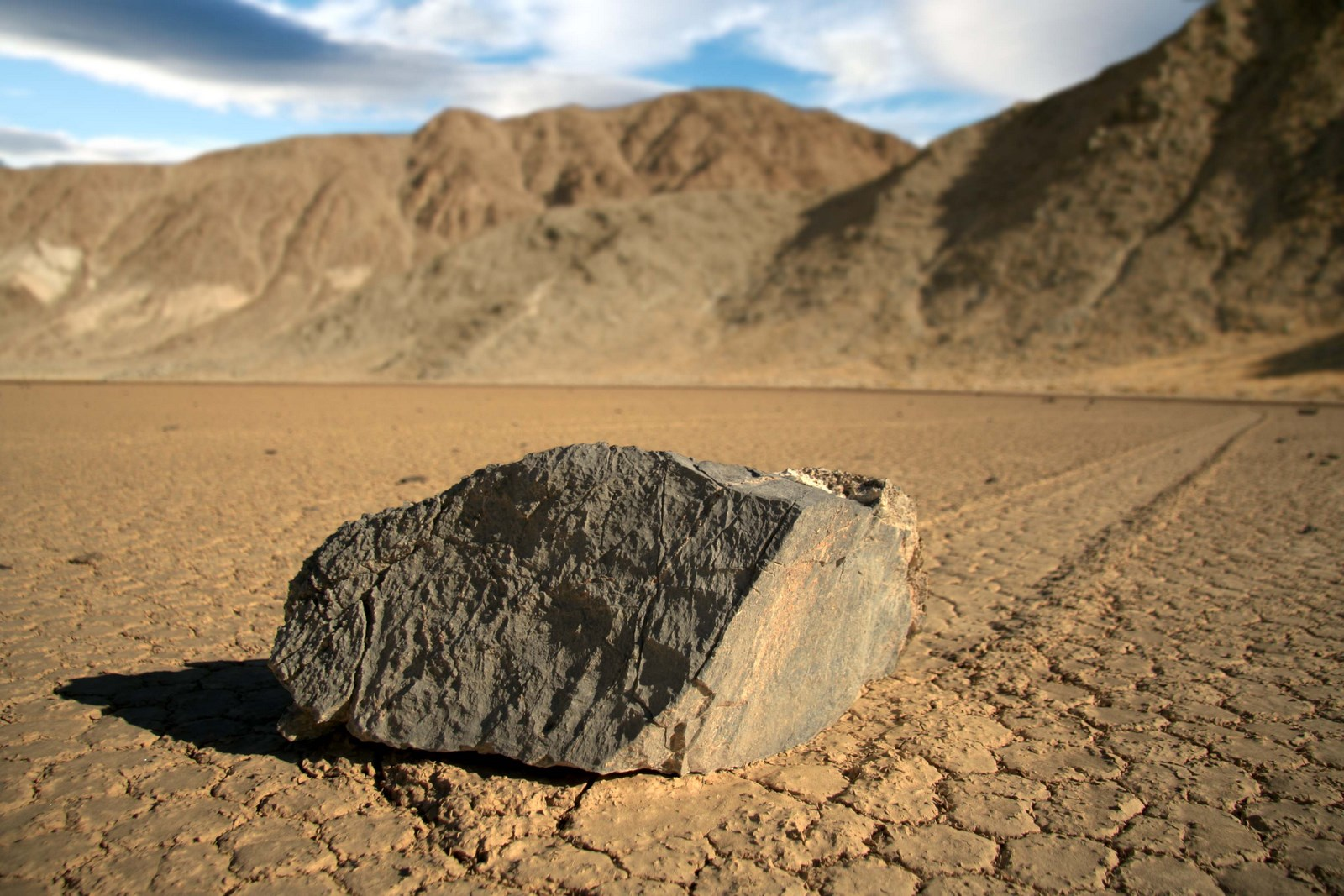
Движущиеся камни на Рейстрэк-Плайя

Дви́жущиеся ка́мни (англ. Sailing stones), также называемые скользящими или ползущими — геологическое явление, обнаруженное на высохшем озере Рейстрэк-Плайя в Долине Смерти в США. Камни медленно двигаются по глинистому дну озера, о чём свидетельствуют длинные следы, остающиеся за ними. Они передвигаются самостоятельно, без помощи живых существ, однако до Рождества 2013 года никто никогда не снимал их перемещение на камеру. 
Подобные движения камней были отмечены в нескольких других местах, однако по числу и длине следов Рейстрэк-Плайя сильно выделяется среди остальных мест.

## Описание

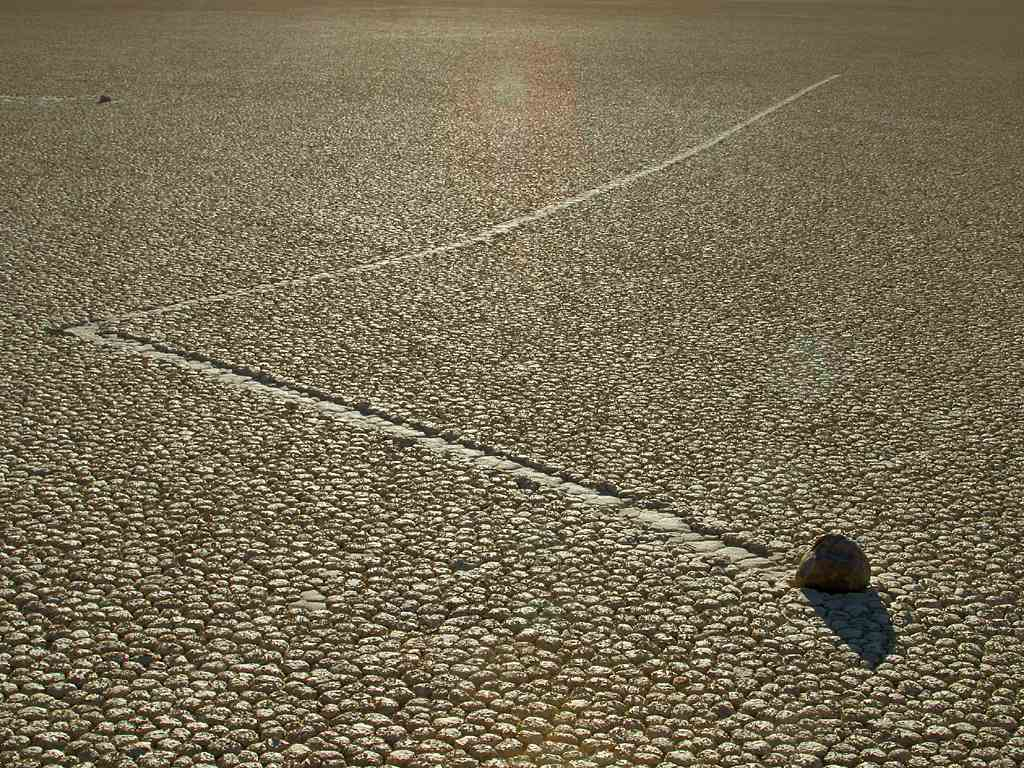
Иногда камни меняют направление своего движения

Большинство из скользящих камней попадают на дно высохшего озера с доломитового холма высотой 260 м, расположенного на южной конечности Рейстрэк-Плайя. Масса камней доходит до нескольких сотен килограммов. Следы, тянущиеся за ними, имеют длину несколько десятков метров, ширину от 8 до 30 см и глубину менее 2,5 см.
Камни приходят в движение всего один раз за два или три года, причём большая часть следов сохраняется 3-4 года. Камни с ребристой нижней поверхностью оставляют более прямые следы, а камни, лежащие на плоской стороне, блуждают из стороны в сторону. Иногда они переворачиваются, что отражается на размере их следа.

## История исследования
До начала XX века явление объяснялось сверхъестественными силами, но в период становления электромагнетизма возникло предположение о воздействии на них магнитных полей, которое, однако, ничего не объясняло.
В 1948 году геологи Джим Макалистер и Аллен Агню нанесли на карту расположение камней и отметили их следы. Немного позже сотрудники Службы национальных парков США составили подробное описание места и журнал Life выставил на показ фотографии с Рейстрэк-Плайя, после чего начались попытки объяснения движения камней. Большинство гипотез сходилось на том, что ветер при влажной поверхности дна озера по крайней мере отчасти объясняет феномен. В 1955 году геолог Джордж Стэнли из университета Мичигана издал статью, в которой утверждал, что камни слишком тяжелы, и местный ветер не в состоянии их передвинуть. Он и его соавтор предложили теорию, согласно которой в ходе сезонного затопления высохшего озера на воде образуется ледяная корка, способствующая движению камней.

### Исследования Шарпа и Кэри

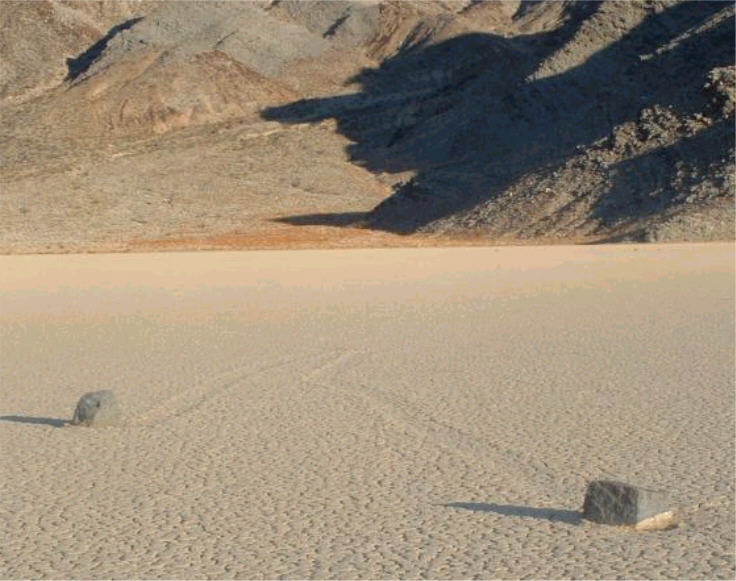
Камни, лежащие на высохшем дне озера

В мае 1972 года Роберт Шарп (англ. Robert Sharp, Калифорнийский технологический институт) и Дуайт Кэри (англ. Dwight Carey, Калифорнийский университет в Лос-Анджелесе) начали программу слежения за перемещениями камней. Тридцать камней с относительно свежими следами были помечены, а их начальное положение указано колышками. За 7 лет исследований учёные выработали теорию, по которой вода, скапливающаяся в дождливый сезон в южной части озера, разносится ветром по дну высохшего озера и смачивает его поверхность. В конечном итоге твёрдая глинистая почва сильно размокает и коэффициент трения резко снижается, что позволяет ветру сдвинуть с места даже один из самых крупных камней (его назвали Karen) массой около 350 кг.
Были также проверены гипотезы перемещения камней с помощью льда. Вода, движимая ветром, по ночам может покрываться ледяной коркой, в которую вмерзают расположенные на пути воды камни. Лёд вокруг камня мог увеличивать сечение взаимодействия с ветром и помогать перемещать камни вдоль потоков воды. В качестве эксперимента вокруг камня шириной 7,5 см и массой 0,5 кг был создан загон диаметром 1,7 м с расстоянием между опорами забора от 64 до 76 см. Если вокруг камней образовывался слой льда, то при движении он мог зацепиться за опору забора и замедлить движение или изменить траекторию, что отразилось бы на следе камня. Однако подобного не наблюдалось: в первую зиму камень прошёл рядом с опорой забора, переместившись на северо-запад за огороженную территорию на 8,5 м. В следующий раз внутрь загона положили два камня потяжелее; один из них через пять лет переместился в том же направлении, что и первый, однако второй за время исследований не сдвинулся с места. Это говорило о том, что ледяная корка влияет на движение камней, только если она мала.
Десять из помеченных камней сдвинулись в первую зиму исследований, причём камень A (который называли Mary Ann) прополз 64,5 м. Было отмечено, что многие камни также передвигались в следующие два зимних периода, а летом и в иные зимы стояли на месте. Спустя 7 лет всего два из 30 наблюдаемых камней не поменяли своего местоположения. Самый маленький из камней (Nancy) был 6,5 см в диаметре, причём он переместился на максимальное суммарное расстояние — 262 м, а затем, всего за одну зиму, на 201 м. Наиболее тяжёлый камень, перемещение которого наблюдалось, весил 36 кг.

### Дальнейшие исследования
В 1993 году Пола Мессина (Университет штата Калифорния в Сан-Хосе) защитила диссертацию на тему движущихся камней, в которой было показано, что они в целом не двигались параллельно. По мнению исследователя, это подтверждает то, что лёд никак не способствует их движению. После изучения изменений координат 162 камней (которые проводились с помощью GPS), было определено, что на перемещение валунов не влияют ни их размер, ни их форма. Оказалось, что характер движения в большой степени определяется положением валуна на Рейстрэк-Плайя. Согласно созданной модели, ветер над озером ведёт себя очень сложным образом, в центре озера даже образуя вихрь.
В 1995 году группа под руководством профессора Джона Рейда отметила высокую похожесть следов зимы 1992—1993 года со следами конца 1980-х. Было показано, что по крайней мере некоторые камни двигались с потоками покрытой льдом воды, причём ширина ледяной корки была около 800 м, о чём свидетельствовали характерные следы, процарапанные тонким слоем льда. Было также определено, что граничный слой, в котором ветер замедляется из-за соприкосновения с землёй, на таких поверхностях может быть всего 5 см, что означает возможность воздействия ветров (скорость которых зимой доходит до 145 км/ч) даже на совсем невысокие камни.
В 2014 году в PLOS была издана работа, авторы которой описывают механизм движения камней. Учёные поместили несколько своих камней массой 5-15 кг на дно высохшего озера, снабдив их навигационными датчиками и окружив фотокамерами. Причиной движения стали обширные (десятки метров), но при этом тонкие (3-6 мм) пластины льда, образующиеся после замерзания собравшейся в озере воды в предшествующие морозные ночи. Этот плавающий лёд, увлекаемый ветром и подлёдным течением, перемещал камни со скоростью 2-5 м/мин.